# Virus informatique
Pour les articles homonymes, voir Le Virus informatique (magazine) ou Virus (page d'homonymie).
Ne doit pas être confondu avec ver informatique.
 (février 2018).
Si vous disposez d'ouvrages ou d'articles de référence ou si vous connaissez des sites web de qualité traitant du thème abordé ici, merci de compléter l'article en donnant les références utiles à sa vérifiabilité et en les liant à la section « Notes et références ».

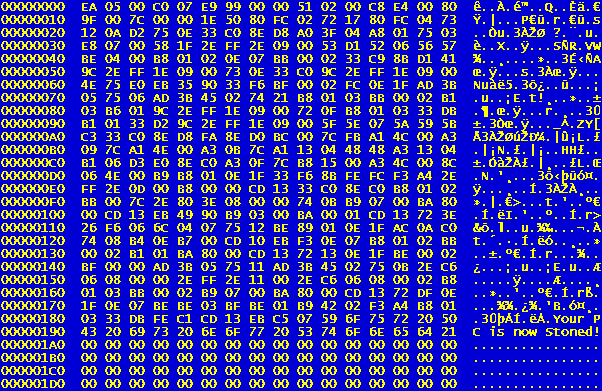
Code sur un ordinateur infecté par le virus Stoned.

Un virus informatique est un automate logiciel autoréplicatif. Certains sont inoffensifs, d'autres contiennent du code malveillant (ce qui entraine le classement du logiciel comme logiciel malveillant). Dans tous les cas, un virus informatique est conçu pour se propager sur d'autres ordinateurs en s'insérant dans des logiciels légitimes, appelés « hôtes » à la manière d'un virus biologique. Il peut perturber plus ou moins gravement le fonctionnement de l'ordinateur infecté. Un virus se répand par tout moyen d'échange de données numériques, comme les réseaux informatiques ou les périphériques de stockage externes (clés USB, disques durs, etc.).

## Terminologie
Son appellation provient d'une analogie avec le virus biologique puisqu'il présente des similitudes dans sa manière de se propager en utilisant les facultés de reproduction de la cellule hôte. On attribue le terme de « virus informatique » à l'informaticien et spécialiste en biologie moléculaire Leonard Adleman.
Les virus informatiques ne doivent pas être confondus avec les vers informatiques, qui sont des programmes capables de se propager et de se dupliquer par leurs propres moyens sans contaminer de programme hôte. Au sens large, on utilise souvent et abusivement le mot virus pour désigner toute forme de logiciel malveillant.

## Statistique

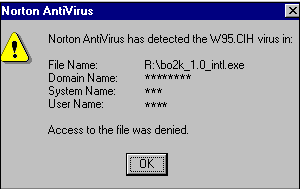
Le virus Chernobyl détecté par l'antivirus Norton.

Le nombre total de programmes malveillants connus serait de l'ordre de 95 000 en 2011 (tous types de malwares confondus). Cependant, le nombre de virus réellement en circulation ne serait pas supérieur à quelques milliers, selon la Wildlist Organisation, chaque éditeur d'antivirus ayant intérêt à surestimer le nombre de virus qu'il détecte. La très grande majorité touche le système d'exploitation Windows. Bien qu'ils soient extrêmement peu nombreux, il existe également des virus sur les systèmes d'exploitation de type Unix/Linux, mais aucune épidémie comparable à celle des virus Windows n'a encore été constatée à cette date. Le reste est essentiellement destiné à des systèmes d'exploitation qui ne sont plus distribués depuis quelques années, comme les vingt-sept virus — aucun n'étant dangereux — frappant Mac OS 9 et ses prédécesseurs (recensés par John Norstad, auteur de l'antivirus Disinfectant). Les systèmes les moins touchés sont FreeBSD, qui axe son développement sur la sécurité, ainsi que Novell NetWare et OS/2, trop rares pour apporter une notoriété à un développeur de virus.
Les virus font souvent l'objet de fausses alertes que la rumeur propage, encombrant les messageries. Certaines d'entre elles, jouant sur l'ignorance en informatique des utilisateurs, détruisent parfois des éléments totalement sains du système d'exploitation.

## Historique
Les premiers programmes autonomes n'avaient pas le but qu'ils ont aujourd'hui. Les tout premiers logiciels de ce type étaient de simples divertissements ; par exemple, un jeu a été inventé en 1970 par les trois informaticiens Victor A. Vyssotsky (en), Robert Morris Sr. (en) et M. Douglas McIlroy (en) des Bell Labs et appelé Core War. Pour ce jeu, chaque joueur écrit un programme et le charge en mémoire vive. Le système d'exploitation, qui se doit juste d'être multitâche, exécute tour à tour une instruction de chacun des programmes. L'objectif du jeu est de détruire les programmes adverses tout en assurant sa propre prolifération. Les joueurs ne connaissent pas l'emplacement du programme adverse. Les programmes sont capables de se recopier, de se réparer, de se déplacer en différentes zones de la mémoire et « d'attaquer » les programmes adverses en écrivant de façon non déterministe dans d'autres zones de la mémoire. La partie se termine au bout d'un temps défini ou lorsque l'un des joueurs voit tous ses programmes inactifs ou détruits. Le vainqueur est celui qui possède le plus grand nombre de copies actives. C'est l’acte de naissance de la programmation des virus.
En 1984, le magazine Scientific American a présenté un jeu informatique consistant à concevoir de petits programmes entrant en lutte et se dupliquant en essayant d'infliger des dégâts aux adversaires, fondant ainsi les bases des futurs virus.
En 1986, l'ARPANET fut infecté par Brain, virus renommant toutes les disquettes de démarrage de système en (C)Brain. Les créateurs de ce virus y donnaient leur nom, adresse et numéro de téléphone, pour se faire de la publicité.

## Différents types de virus
- Le virus classique est un morceau de programme, souvent écrit en assembleur, qui s'intègre dans un programme normal. Chaque fois que l'utilisateur exécute ce programme « infecté », il active le virus qui en profite pour s'intégrer dans d'autres programmes. Si le virus contient une charge utile, il peut, après un certain temps (qui peut être très long) ou un événement particulier, exécuter une action prédéterminée. Cette action peut aller d'un simple message anodin à la détérioration de certains documents ou fonctions du système d'exploitation ou même la destruction complète de toutes les données de l'ordinateur. On parle dans ce cas de « bombe logique ».
- Le rançongiciel (ransomware) est un type de logiciel malveillant qui empêche l'utilisateur d'accéder au système ou à ses fichiers personnels en les chiffrant et qui exige le paiement d'une rançon (en cryptomonnaie, ou en carte de crédit) en échange du rétablissement de l'accès.
- Un virus de boot, qui s'installe dans un des secteurs de boot d'un périphérique de démarrage, comme un disque dur (le secteur de boot principal, le « Master boot record », ou celui d'une partition), une disquette, ou autre. Il remplace un chargeur d'amorçage (ou programme de démarrage ou encore « bootloader ») existant (en copiant l'original ailleurs) ou en crée un (sur un disque où il n'y en avait pas) mais ne modifie pas un programme comme un virus normal ; quand il remplace un programme de démarrage existant, il agit un peu comme un virus « prepender » (qui s'insère au début), mais le fait d'infecter aussi un périphérique vierge de tout logiciel de démarrage le distingue du virus classique, qui ne s'attaque jamais à « rien ».
- Les macrovirus, qui s'attaquent aux macros de logiciels de la suite Microsoft Office (Word, Excel, PowerPoint...) grâce au VBA de Microsoft. Par exemple, en s'intégrant dans le document normal.dot de Word, un virus peut être activé à chaque fois que l'utilisateur lance ce programme.
- Les virus-vers, apparus environ en 2003 et ayant connu un développement fulgurant dans les années qui suivirent, sont des virus classiques car ils utilisent un programme hôte. Cependant, ils s'apparentent aux vers (en anglais « worm ») car :
  - leur mode de propagation est lié au réseau, comme des vers, en général via l'exploitation de failles de sécurité.
  - leur action se veut discrète, et non destructrice pour les utilisateurs de la machine infectée.
  - ils poursuivent des buts à visée large, tels que l'attaque par saturation des ressources ou attaque DoS (Denial of Service) d'un serveur par des milliers de machines infectées se connectant simultanément[réf. nécessaire].

D'autres menaces existent en informatique, s'en distinguant souvent par l'absence de système de reproduction qui caractérise les virus et les vers ; le terme de « logiciel malveillant » (« malware » en anglais) est dans ce cas plus approprié.

## Caractéristiques
- Le chiffrement : à chaque réplication, le virus est chiffré (afin de dissimuler les instructions qui, si elles s'y trouvaient en clair, révéleraient la présence de ce virus ou pourraient indiquer la présence de code suspect).
- Le polymorphisme : le virus est chiffré et la routine de déchiffrement est capable de changer certaines de ses instructions au fil des réplications afin de rendre plus difficile la détection par un antivirus.
- Le métamorphisme : contrairement au chiffrement simple et au polymorphisme, où le virus ne change pas et est simplement chiffré, le métamorphisme permet au virus de modifier sa structure même et les instructions qui le composent.
- La furtivité : le virus « trompe » le système d'exploitation (et par conséquent les logiciels antivirus) sur l'état des fichiers infectés. Des rootkits permettent de créer de tels virus. Par exemple, l'exploitation d'une faille de sécurité au niveau des répertoires permet de masquer l'existence de certains fichiers exécutables ainsi que les processus qui leur sont associés.
- Le sandbox-evading[5]: le virus est en mesure de détecter qu'il est dans un environnement virtuel (utilisé par les sandbox) afin d'avoir un comportement différent (devenir inactif en général).

## Logiciels antivirus
Les logiciels antivirus sont des logiciels capables de détecter des virus, détruire, mettre en quarantaine et parfois de réparer les fichiers infectés sans les endommager. Ils utilisent pour cela de nombreuses techniques, parmi lesquelles :
- la reconnaissance de séquences d'octets caractéristiques (signatures) d'un virus particulier ;
- la détection d'instructions suspectes dans le code d'un programme (analyse heuristique) ;
- la création de listes de renseignements sur tous les fichiers du système, en vue de détecter d'éventuelles modifications ultérieures de ces fichiers par un virus ;
- la détection d'ordres suspects ;
- la surveillance des lecteurs de support amovible : clé USB, disque dur externe...

## Virologie
Le terme « virus informatique » a été créé par analogie avec le virus en biologie : un virus informatique utilise son hôte (l'ordinateur qu'il infecte) pour se reproduire et se transmettre à d'autres ordinateurs.
En informatique, comme pour les virus biologiques (pour lesquels ce sont les hôtes les plus en contact avec d'autres hôtes qui augmentent les chances de développement d'un virus), ce sont les systèmes et logiciels les plus répandus qui sont les plus atteints par les virus : Microsoft Windows, Microsoft Office, Microsoft Outlook, Microsoft Internet Explorer... Les versions professionnelles de Windows (NT/2000/XP Pro) permettant de gérer les droits de manière professionnelle ne sont pas immunisées contre ces envahisseurs furtifs.
La banalisation de l'accès à Internet a été un facteur majeur dans la rapidité de propagation à grande échelle des virus les plus récents. Ceci est notamment dû à la faculté des virus de s'approprier des adresses de courriel présentes sur la machine infectée (dans le carnet d'adresses, mais aussi dans les messages reçus ou dans les archives de pages web visitées ou de messages de groupes de discussions).
De même, l'interconnexion des ordinateurs en réseaux locaux a amplifié la faculté de propagation des virus qui trouvent de cette manière plus de cibles potentielles.
Cependant, des systèmes à diffusion plus restreinte ne sont pas touchés proportionnellement. La majorité de ces systèmes, en tant que variantes de l'architecture UNIX (BSD, Mac OS X ou Linux), utilisent en standard une gestion des droits de chaque utilisateur leur permettant d'éviter les attaques les plus simples ; les dégâts sont donc normalement circonscrits à des zones accessibles au seul utilisateur, épargnant la base du système d'exploitation.

## Dénomination des virus
Lors de leur découverte, les virus se voient attribuer un nom. Celui-ci est en théorie conforme à la convention signée en 1991 par les membres de CARO (en) (Computer Antivirus Research Organization).
Ce nom se détermine ainsi :
- en préfixe, le mode d'infection (ex : macro virus, cheval de Troie, ver...) ou le système d'exploitation concerné (ex : Win32) ;
- un mot exprimant une de ses particularités ou la faille qu'il exploite (Swen est l'anagramme de News, Nimda l'anagramme de Admin, Sasser exploite une faille LSASS, ...) ;
- en suffixe un numéro de version (les virus sont souvent déclinés sous forme de variantes comportant des similitudes avec la version d'origine).

### Exceptions
Malheureusement, les laboratoires d'analyse des différents éditeurs antiviraux affectent parfois leur propre appellation aux virus sur lesquels ils travaillent, ce qui rend difficile la recherche d'informations.
C'est ainsi que, par exemple, le virus NetSky dans sa variante Q est appelé W32.Netsky.Q@mm chez Symantec, WORM_NETSKY.Q chez Trend Micro, W32/Netsky.Q.worm chez Panda Security et I-Worm.NetSky.r chez Kaspersky.
Il est cependant possible d'effectuer des recherches génériques pour un nom donné grâce à des moteurs de recherche spécialisés, comme celui de Virus Bulletin (en) ou de Kevin Spicer.

## Virus sur les systèmes Linux
Le système d'exploitation Linux, au même titre que les systèmes d'exploitation Unix et apparentés, est généralement assez bien protégé contre les virus informatiques. Cependant, certains virus peuvent potentiellement endommager des systèmes Linux non sécurisés.
Comme les autres systèmes Unix, Linux implémente un environnement multi-utilisateur, dans lequel les utilisateurs possèdent des droits spécifiques correspondant à leur besoin. Il existe ainsi un système de contrôle d'accès visant à interdire à un utilisateur de lire ou de modifier un fichier donné. Ainsi, les virus ont typiquement moins de capacités à altérer et à infecter un système fonctionnant sous Linux que sous Windows ayant toujours des systèmes de fichiers en FAT32 (le système de fichier NTFS a le même type de protection que les fichiers UNIX, les Windows à base NT isolent également les comptes entre eux). C'est pourquoi aucun des virus écrits pour Linux, y compris ceux cités ci-dessous, n'a pu se propager avec succès. De plus, les failles de sécurité qui sont exploitées par les virus sont corrigées en quelques jours par les mises à jour du noyau Linux et des logiciels composant le système.
Des scanners de virus sont disponibles pour des systèmes Linux afin de surveiller l'activité des virus actifs sur Windows. Ils sont principalement utilisés sur des serveurs mandataires ou des serveurs de courrier électronique, qui ont pour client des systèmes Microsoft Windows.

## Virus informatiques célèbres

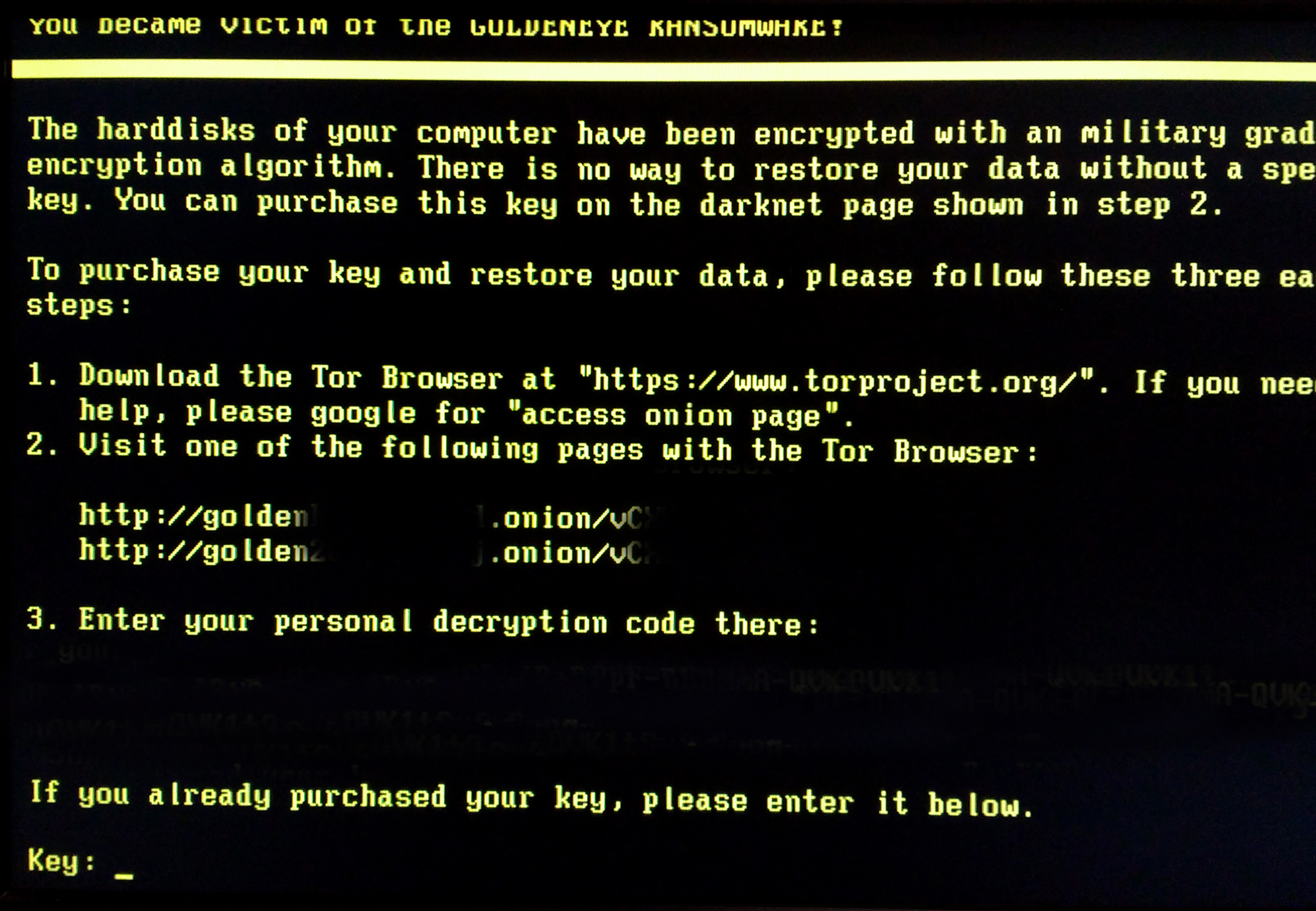
Ecran d'un ordinateur infecté par le ransomware Goldeneye.

Cabir est considéré comme le tout premier virus informatique proof of concept recensé se propageant par la téléphonie mobile grâce à la technologie Bluetooth et du système d'exploitation Symbian OS.
MyDoom.A est un virus informatique qui se propage par les courriels et le service P2P de Kazaa. Les premières infections ont eu lieu le 26 janvier 2004.
Psyb0t est un virus informatique découvert en janvier 2009. Il est considéré comme étant le seul virus informatique ayant la capacité d'infecter les routeurs et modem haut-débit.
Le virus Tchernobyl ou CIH est connu pour avoir été un des plus destructeurs. Il détruisait l'ensemble des informations du système attaqué et parfois, il rendait la machine quasiment inutilisable. Il a sévi de 1998 à 2002.
Le ver Conficker exploite une faille du Windows Server Service utilisé par Windows 2000, Windows XP, Windows Vista, Windows 7, Windows Server 2003 et Windows Server 2008.
Cryptolocker est un logiciel malveillant dont la présence sur le Web a augmenté de 700 % entre 2012 et 2014. Selon les calculs du FBI en juin 2014, il a causé pour 27 millions de dollars de pertes aux utilisateurs. Sous couvert d'une mise à jour Adobe Flash, le logiciel malveillant chiffre les fichiers des victimes et exige un paiement (pouvant aller de 100 à 400 dollars) pour les décrypter. Il n'y a en 2014 aucun moyen connu pour casser l'algorithme de chiffrement utilisé, ce qui explique le pourcentage élevé de victimes ayant payé la rançon imposée par les fraudeurs. Le logiciel malveillant Locky, qui est similaire à Cryptolocker, est particulièrement actif de fin 2015 à début 2016.
Zeus Bot est responsable d'environ 4 millions d'infections rien qu'aux États-Unis. Il a provoqué pour 70 millions de dollars de pertes pour les entreprises et consommateurs américains avant d'être démantelé par le FBI début 2014. Il exploite les vulnérabilités présentes dans Adobe Reader et Adobe Flash pour infecter les machines.

## Virus et téléphonie mobile
Le premier virus ciblant la téléphonie mobile est né en 2004 : il s'agit de Cabir se diffusant par l'intermédiaire des connexions Bluetooth. Il sera suivi d'un certain nombre, dont le CommWarrior en 2005. Ces virus attaquent essentiellement le système d'exploitation le plus répandu en téléphonie mobile, à l'époque, Symbian OS, qui était dominant en Europe.

## Virus et systèmes embarqués
Les systèmes embarqués sont des systèmes informatiques autonomes, parfois connectés à internet, qui contrôlent des objets du quotidien, comme les téléviseurs, les réfrigérateurs ou encore les voitures. Ils envahissent notre quotidien et présentent de réels enjeux de sécurité, comme le montre l'attaque Jeux olympiques de Sotchi ou le virus Stuxnet. Alors que le virus Stuxnet est considéré comme une arme cybernétique, d'autres virus ont été identifiés sur les systèmes embarqués, notamment le virus Drakma et le virus Bashdoor.